# Campeonato de Sudáfrica de Ciclismo Contrarreloj
Los Campeonatos de Sudáfrica de Ciclismo Contrarreloj se organizan todos los años.

## Palmarés
| Año  | Ganador                     | Segundo                     | Tercero           |
| ---- | --------------------------- | --------------------------- | ----------------- |
| 1997 | Malcolm Lange               | Christopher Mountjoy        | Douglas Ryder     |
| 1998 | Malcolm Lange               | Simon Kessler               | Nicolas White     |
| 1999 | Morné Bester                | Simon Kessler               | Rudolf Wentzel    |
| 2000 | Robert Hunter               | David George                | Simon Kessler     |
| 2001 | David George                | Ryan Cox                    | Nicolas White     |
| 2002 | James Lewis Perry           | Nicolas White               | Ryan Cox          |
| 2003 | Jeremy Maartens             | David George                | Nicolas White     |
| 2004 | David George                | Tiaan Kannemeyer            | Nicolas White     |
| 2005 | Tiaan Kannemeyer            | Ryan Cox                    | David George      |
| 2006 | David George                | Nicolas White               | Alex Pavlov       |
| 2007 | David George                | James Lewis Perry           | Nicolas White     |
| 2008 | James Lewis Perry           | Nicolas White               | Kevin Evans       |
| 2009 | Jacobus Venter              | David George                | James Lewis Perry |
| 2010 | Kevin Evans                 | James Lewis Perry           | Jacobus Venter    |
| 2011 | Daryl Impey                 | Jay Robert Thomson          | Darren Lill       |
| 2012 | Reinardt Janse van Rensburg | Jay Robert Thomson          | Johann Rabie      |
| 2013 | Daryl Impey                 | Jay Robert Thomson          | Johann Rabie      |
| 2014 | Daryl Impey                 | Jay Robert Thomson          | Jacobus Venter    |
| 2015 | Daryl Impey                 | Reinardt Janse van Rensburg | Louis Meintjes    |
| 2016 | Daryl Impey                 | Reinardt Janse van Rensburg | Johann Van Zyl    |
| 2017 | Daryl Impey                 | Stefan de Bod               | Willie Smit       |
| 2018 | Daryl Impey                 | Ryan Gibbons                | Rohan Du Plooy    |
| 2019 | Daryl Impey                 | Stefan de Bod               | Louis Meintjes    |
| 2020 | Daryl Impey                 | Stefan de Bod               | Kent Main         |
| 2021 | Ryan Gibbons                | Matthew Beers               | Kent Main         |
| 2022 | Byron Munton                | Kent Main                   | Brandon Downes    |
| 2023 | Stefan de Bod               | Alan Hatherly               | Brandon Downes    |
| 2024 | Ryan Gibbons                | Alan Hatherly               | Brandon Downes    |
| 2025 | Alan Hatherly               | Stefan de Bod               | Brandon Downes    |